# Caravanserai (álbum)
Caravanserai es un álbum del grupo Santana, publicado en octubre de 1972.

## Historial
Este disco supone una fuerte inflexión en la música de la banda de Carlos Santana, separándose de forma clara de la línea seguida en sus tres primeros álbumes. En 1971 dejó la banda su bajista original, David Brown, quien fue reemplazado por Doug Rauch y Tom Rutley, así como el percusionista Mike Carabello, sustituido por Armando Peraza. Por su parte, el teclista Gregg Rolie, que había tenido un enfrentamiento con Santana, fue reemplazado por Tom Coster en algunos temas. Al finalizar la grabación del disco, Neal Schon también dejó la banda, para incorporarse a [[Azteca)).
Glen Kolotkin y Mike Larner, fueron los ingenieros de sonido durante la grabación.

## Estilo
El sonido de Caravanserai, contrasta con la marca Santana de sus discos anteriores, basada en una fusión de salsa y rock, concentrándose en los aspectos más jazzísticos de su propuesta.  La mayor parte de los temas fueron instrumentales y, en consecuencia, no hubo singles en las listas de éxito. Este álbum fue el primero de una serie de discos de carácter más complejo y reflexivo, enfocados hacia el jazz rock. Para muchos críticos, se trata del mejor disco del grupo. Sin embargo, este éxito artístico estuvo acompañado de un descenso evidente de ventas y popularidad respecto de discos anteriores.

## Temática
Se trata de un disco conceptual, claramente enmarcado en el movimiento "hippie" de la época, lo cual se puede apreciar por la presencia de varios ingredientes:
- Un optimismo vitalista y ensoñador: La letra de "Stone flower" habla de amor, flores, besos, alegría, vida, etc.
- Referencias a la filosofía induhísta (a la cual Carlos Santana a menudo ha rendido homenaje en sus álbumes y canciones): En la letra de "All the love of the universe", y en la cita de Paramahansa Yogananda reproducida en las páginas interiores de la carátula: "El cuerpo se funde en el universo. El universo se funde en la voz silenciosa. El sonido se funde en la luz cegadora. Y la luz entra en el seno del gozo infinito".
- Un cierto ambiente de exotismo y misterio: Portada y contraportada reproducen las siluetas de una hilera de camellos marchando bajo un enorme y ardiente sol. El propio título del álbum, en línea con la portada y la primera canción, alude al "caravanserai", un edificio típico del desierto donde las caravanas pueden parar y pernoctar.
- Algunas puntuales pero claras influencias de la psicodelia en temas como "Future primitive", un tema instrumental que comienza (y termina) con un largo zumbido de baja frecuencia aderezado con esporádicas notas de órgano electrónico, platillos vibrando y notas reverberadas reproducidas de atrás a adelante (un efecto ya explorado por The Beatles unos pocos años atrás).

## Desarrollo
Su desarrollo es sutil y continuado: La primera canción comienza de forma muy suave, con un coro de grillos que luego dan paso a una introducción a cargo del saxo bajo, y después van entrando paulatinamente el resto de instrumentos desarrollando el tema principal. Cada uno de los siguientes cuatro temas comienzan sin guardar ninguna pausa con el tema anterior, creando así una cierta sensación de continuidad de la música, como si se tratara de los capítulos de una misma historia. Varios de los temas de la segunda cara también son presentados en esta forma, sin pausa intermedia.

## Lista de temas

### Cara 1
1. "Eternal Caravan of Reincarnation" (Rutley/Schon/Shrieve) – 4:28
2. "Waves Within" (Rauch/Rolie/Santana) – 3:54
3. "Look Up (to See What's Coming Down)" (Rauch/Rolie/Santana) – 3:00
4. "Just in Time to See the Sun" (Rolie/Santana/Shrive) – 2:18
5. "Song of the Wind" (Rolie/Santana/Schon) – 6:04
6. "All the Love of the Universe" (Santana/Schon) – 7:40

### Cara 2
1. "Future Primitive" (Areas/Lewis) – 4:12
2. "Stone Flower" (Jobim/Santana/Shrieve) – 6:15
3. "La Fuente del Ritmo" (Lewis) – 4:34
4. "Every Step of the Way" (Shrieve) – 9:05

Casi todos los temas son composiciones propias de los miembros de la banda, a excepción de "Stone Flower", tema instrumental de Antonio Carlos Jobim al que Carlos Santana y Mike Shrieve pusieron letra, así como una potente y colorida sección de percusión. En el arreglo inicial de este corte utilizan la melodía de otro tema del propio Jobim, "God and the Devil in the Land of the Sun". Esta es la primera de varias ocasiones en que Santana demuestra conocer y apreciar la música brasileña.

## Músicos
- Michael Shrieve – Batería, percusión, productor
- José "Chepito" Areas – Percusión, congas,  timbales, bongós
- Gregg Rolie – Órgano, piano, cantante
- Doug Rauch – Bajo
- James Mingo Lewis – Percusión, congas, bongós, vocal
- Armando Peraza - Percusión
- Carlos Santana – Guitarra, cantante, productor
- Neal Schon – Guitarra
- Wendy Haas – Piano
- Hadley Caliman - Saxo y flauta
- Tom Rutley - Contrabajo